# MARUV
MARUV (справжнє ім'я Анна Борисівна Корсун, дошлюбне прізвище Попелюх; нар. 15 лютого 1991, Павлоград, Дніпропетровська область, Україна) — співачка, композиторка з України, переможниця Національного відбору на 64-й пісенний конкурс «Євробачення» з піснею «Siren Song». Через відмову підписати контракт та наявність гастрольної діяльності в Росії її участь у Євробаченні від України було скасовано.
Відома тим, що, незважаючи на російсько-українську війну, продовжила виступати в Росії, що негативно сприйняли в Україні. У квітні 2021 року випустила кліп із Філіпом Кіркоровим, а 23 липня стала ведучою російського телеканалу «Муз-ТВ».

## Життєпис

### Ранні роки та період«The Pringlez»
Народилася в Павлограді 15 лютого 1991 року. У шкільні роки навчалася музиці й танцям.
2013 року зібрала гурт The Pringlez як навчальний студентський проєкт. Того ж року колектив переміг у конкурсі Pepsi Stars of Now. Гурт виконував кавер-версії відомих хітів і власні треки в стилі поп-рок.
2014 року закінчила факультет автоматики та приладобудування Харківського політехнічного інституту, отримавши дипломи за двома спеціальностями: «радіофізика і електроніка» та «фахівець у сфері інтелектуальної власності». Одночасно навчалася вокалу. Того ж року вона сольно брала участь у 4-му сезоні вокального шоу «Голос країни» у команді росіянина Сергія Лазарєва.
The Pringlez брав участь у конкурсі «Нова хвиля» (Сочі) у 2015 році, де посів 3-тє місце.
У 2016 році гурт брав участь у Національному доборі на «Євробачення» з піснею «Easy to Love», де гурт познайомився з продюсером Юрієм Нікітіним, який запропонував їм співпрацю.
На початку 2017 року гурт переїхав до Києва й змінив назву, репертуар та музичний стиль.

### 2017—2018: початок сольної кар'єри
З лютого 2017 до березня 2018 року під ім'ям Maruv виступав музичний проєкт за її участі.[джерело?] Пізніше вона пояснила, що відтоді під псевдонімом Maruv вона виступає особисто.
7 травня 2017 вийшов мініальбом «Stories», до якого увійшло 7 композицій трьома мовами. Восени брала участь у 8-му сезоні вокального шоу «X-Фактор» з власною україномовною піснею «Обійми».
Того ж року познайомилася з гітаристом Михайлом Бусіним, більш відомий під псевдонімом Boosin. Спільно створили власний лейбл «Zori Sound», під яким випустили перший спільний трек «Спини». Наприкінці року Maruv та Boosin випустили другу спільну роботу «Drunk Groove», випущену в Росії під лейблом «Warner Music Russia».
2 березня 2018 року вийшов офіційний кліп Maruv & Boosin на пісню «Drunk Groove», з якою у червні вони виступали на відкритті російської музичної премії «Муз-ТВ». Того ж місяця Maruv виступала на концерті «FIFA Fan Fest», присвяченому Чемпіонату світу з футболу в Москві. 20 липня у вигляді кліпу відбулася прем'єра пісні «Focus On Me». 28 вересня відбулася прем'єра візуального альбому «Black Water», до якого увійшло вже два презентованих та 10 нових музичних відео, режисером яких виступив Сергій Вейн.

### 2019—дотепер: участь у доборі на «Євробачення»
22 січня 2019 року, у день жеребкування учасників півфіналів, стало відомо, що Maruv братиме участь у Національному доборі на 64-й пісенний конкурс «Євробачення» замість виконавиці Tayanna, яка в останній момент відмовилася від участі. За результатами жеребкування 9 лютого виступила в першому півфіналі національного відбору, виконавши авторську пісню «Siren Song», що поширюється під лейблом Warner Music Russia. За тиждень (станом на 15 лютого) пісня очолила рейтинги iTunes та Google Play Music. Згідно з результатами глядацького голосування та журі, Maruv вийшла до фіналу національного добору, у якому здобула перемогу. 25 лютого Національна суспільна телерадіокомпанія України (НСТУ) та Maruv не дійшли згоди щодо умов договору на участь у конкурсі «Євробачення», тож вона не представлятиме Україну на конкурсі.

### Премія MTV
3 жовтня 2019 року MTV Росія висунула Maruv на номінацію «Найкращий артист за версією MTV Росія». 3 листопада 2019 року отримала премію MTV EMA («Європейські музичні нагороди MTV») як найкращий російський виконавець року (англ. Best MTV Russia Act). Після нагородження співачка подякувала всім російським фанатам, які за неї голосували.

## Дискографія

### Мініальбоми
| Назва   | Деталі                                                  |
| ------- | ------------------------------------------------------- |
| Stories | - Дата: 2017 - Поширення: УМІГ Мьюзік - Формат: Digital |

### Студійні альбоми
| Назва         | Деталі                                                                      | Продажі              |
| ------------- | --------------------------------------------------------------------------- | -------------------- |
| Black Water   | - Дата: 2018 - Поширення: Warner Music Russia - Формат: Digital             | 3× Платини[джерело?] |
| Hellcat Story | - Дата: 8 листопада 2019 - Поширення: Warner Music Russia - Формат: Digital | В очікуванні         |

### Сингли
| Назва                          | Рік  | Найвища позиція в чарті | Найвища позиція в чарті | Альбом        |
| Назва                          | Рік  | RUS                     | POL                     | Альбом        |
| ------------------------------ | ---- | ----------------------- | ----------------------- | ------------- |
| «Сонце»                        | 2017 | -                       | -                       | Stories       |
| «Let Me Love You»              | 2017 | -                       | -                       | Stories       |
| «Спини»                        | 2017 | -                       | -                       | Поза альбомом |
| «Drunk Groove»                 | 2017 | 1                       | 8                       | Black Water   |
| «Focus on Me»                  | 2018 | 3                       | -                       | Black Water   |
| «Black Water»                  | 2018 | 194                     | -                       | Black Water   |
| «For You» (with Faruk Sabanci) | 2018 | -                       | -                       | Поза альбомом |
| «Siren Song»                   | 2019 | 63                      | -                       | Поза альбомом |
| «Mon Amour» (feat. Mosimann)   | 2019 | 90                      | -                       | Поза альбомом |

## Особисте життя
Чоловік — Олександр Корсун, директор Maruv.

## Скандали

### Відмова від участі у Євробаченні 2019
На початку 2019 року стало відомо, що Maruv має гастролі в Росії після початку російсько-української війни. Вона повідомила, що гурт продовжує виступати в Росії, оскільки таким чином він «несе мир […]» і що «хтось береться за зброю, а хтось — за музику. Це мій спосіб нести мир». Згодом, під час фіналу Нацдобору, у відповідь на запитання ведучого Анна сказала: «Не можна всю Росію судити по президенту. Адже в Росії чотири мільйона людей. Чи чотири мільярди». У відповідь Сергій Притула сказав: «Чотири мільярди — це мрія їхнього президента, а чотири мільйони — мрія усіх українців». Така позиція співачки викликала осуд в українському суспільстві.
25 лютого, після перемоги у нацдоборі до Євробачення 2019 від України, Анна відмовилася підписувати договір з НСТУ на участь у конкурсі «Євробачення» оскільки її не влаштовували умови договору. За словами Анни, ці умови перед участю у добірковому конкурсі з нею не обговорювалися. За угодою кожна імпровізація під час виступу на конкурсі[джерело?] та інтерв'ю під час конкурсу мали узгоджуватися з офіційним мовником. За твердженням Анни, невиконання вимог договору мало призводити до штрафів. Однією з ключових умов НСТУ була вимога «не гастролювати на території РФ, починаючи з дати підписання договору та закінчуючи трьома місяцями після завершення конкурсу», загалом 6 місяців: від лютого й до травня 2019 року (час проведення Євробачення) та з червня по вересень 2019 року (три місяці після Євробачення).
Найбільшою проблемою стала необхідність передати права на пісню й кліп. Ще до виступу на доборі права на кліп та пісню належали російській компанії «Warner Music Russia». Анна погодилась із вимогою відмовитись від концертів в РФ до закінчення Євробачення-2019. За словами Анни, жодної фінансової чи організаційної підтримки у підготовці виступу вона отримати не мала. У результаті вона відмовилась підписувати договір. Згодом від участі в Євробаченні відмовились інші учасники фіналу Нацдобору від України, що посіли 2—4 місця: гурти «Freedom Jazz», KAZKA та «Brunettes Shoot Blondes».

### Випуск пісень в Росії під лейблом Warner Music Russia
У лютому 2019 року в Україні розгорівся скандал напередодні добору до Євробачення 2019, коли стало відомо що авторські права на пісню MARUV «Siren Song», яка перемогла на національному доборі на «Євробачення 2019», належать російській компанії звукозапису «Warner Music Russia».

### Концерти в Росії після Євробачення 2019
На початку квітня 2019 року в Україні розгорівся скандал, коли українська громадськість дізналася, що MARUV виступала в Росії наприкінці березня 2019 року на концерті, присвяченому відомому українофобу Йосипу Пригожину. До цього, у березні 2019 року, в укрнеті вже розгорався скандал, після того як українські користувачі дізналися, що в середині березня 2019 року співачка давала концерт на московському радіо NRJ та на нагородженні «ЖАРА Music Awards» у Москві.
У середині квітня 2019 року MARUV опублікувала фото зі свого великого сольного концерту у Москві, що викликало негативну реакцію українців в укрнеті. Згодом, наприкінці квітня 2019 року в Україні знову розгорівся скандал, після того як MARUV після свого концерту 7 квітня 2019 року в Санкт-Петербурзі публічно зізналася в любові до Росії.
У червні 2019 року MARUV знову потрапила у скандал в Україні, коли під час нового концертного туру співачки в Росії у Москва, Сочі, Санкт-Петербурзі та Єкатеринбурзі співачка не захотіла давати відповідь на запитання одного з журналістів: «Чий Крим?».
23 липня 2019-го Анна виступила в Москві, відкриваючи концерт Крістіни Аґілери, виступ проводився на стадіоні ВТБ-арена.

### Після повномасштабного вторгнення
Після 2022 року співачка переїхала жити до Росії, де продовжила співпрацю з російським лейблом. З початку повномасштабного російського вторгнення мовчала про війну і «зникла» з соцмереж.
Продовжує писати пісні російською, публікує треки на російському сервісі Яндекс.Музика.

## Нагороди та номінації
| Рік  | Премія          | Номінація                                  | Результат | Примітка       | Дж. |
| ---- | --------------- | ------------------------------------------ | --------- | -------------- | --- |
| 2018 | M1 Music Awards | Спільний проект М1 і KissFM «Dance Parade» | Номінація | «Drunk Groove» |     |
| 2018 | YUNA            | Відкриття року                             | Номінація |                |     |
| 2018 | YUNA            | Найкращий дует                             | Номінація | «Drunk Groove» |     |
| 2018 | YUNA            | Найкраща пісня іншою мовою                 | Номінація | «Drunk Groove» |     |
| 2018 | YUNA            | Найкращий електронний хіт                  | Номінація | «Drunk Groove» |     |